# Universidad Roi-Henri-Christophe
La Universidad Roi-Henri-Christophe es un campus universitario ubicado en Cabo Haitiano, fundado en 2012.

## Historia
Se construyó un campus completamente nuevo en seis meses. La construcción costó 30 millones y el financiamiento de las obras fue proporcionado en gran parte por el gobierno de la República Dominicana. El campus fue inaugurado por el presidente haitiano Michel Martelly el 12 de enero de 2012, en presencia del expresidente haitiano René Préval y del entonces presidente dominicano Leonel Fernández La universidad está presidida por un consejo de administración bajo el auspicio de la Universidad Estatal de Haití.
Jean-Marie Théodat, ex profesor de la Universidad Paris-Sorbonne, fue el primer presidente de su consejo de administración cuando se inauguró en 2012. Audalbert Bien-Aimé le sucedió en mayo de 2015.